# Kałtajewo (rejon kusznarienkowski)
Kałtajewo (ros. Калтаево) – wieś (sieło) w Rosji, w Baszkortostanie, w rejonie kusznarienkowskim. W 2010 liczyła 576 mieszkańców.